# أرض الغريب
أرض الغريب (بالإنجليزية: Strangerland)‏ هو فيلم دراما تم إنتاجه في أستراليا وصدر في سنة 2015. الفيلم من إخراج كيم فارانت وكتابة فيونا سيرس. من بطولة نيكول كيدمان وجوزيف فاينس وهوغو ويفنغ.

## القصة
بعد وفودهما مؤخرًا نحو بلدة (ناثجاري) الصحراوية، تعصف بالزوجين (ماثيو وكاثرين باركر) كارثة كبرى، حينما يختفي أبناؤهما (تومي وليلي) في ظروف غامضة قبل حلول عاصفة ترابية في البلدة، ويتم إجراء عملية بحث موسعة داخل البلدة عن الأبناء الضائعين بمساعدة الشرطة، ويعتقد معظم الناس بوقوع كارثة للابنين الضائعين.

## الممثلون والشخصيات
- نيكول كيدمان (بدور: كاثرين باركر)
- جوزيف فينيسماثيو باركر (بدور: ماثيو باركر)
- هوجو ويفينج (بدور: المحقق دافيد راي)

## الميزانية والإيرادات
حقق إيرادات تقدر بـ 10,000,000.

## وصلات خارجية
- أرض الغريب على موقع IMDb (الإنجليزية)
- أرض الغريب على موقع ميتاكريتيك (الإنجليزية)
- أرض الغريب على موقع روتن توميتوز (الإنجليزية)
- أرض الغريب على موقع نتفليكس (الإنجليزية)
- أرض الغريب على موقع قاعدة بيانات الأفلام العربية
- أرض الغريب على موقع ألو سيني (الفرنسية)
- أرض الغريب على موقع Turner Classic Movies (الإنجليزية)
- أرض الغريب على موقع أول موفي (الإنجليزية)
- أرض الغريب على موقع بوكس أوفيس موجو (الإنجليزية)
- أرض الغريب على موقع قاعدة بيانات الفيلم (الإنجليزية)